# Alyssa Mendoza
Alyssa Mendoza (nacida el 17 de agosto de 2003) es una boxeadora estadounidense. Clasificó para representar a los Estados Unidos en los Juegos Olímpicos de París 2024.

## Biografía
Mendoza nació el 17 de agosto de 2003. Creció en Caldwell, Idaho, y asistió a Middleton High School. Su padre, J. R., dirige un gimnasio y es entrenador de boxeo, y en 2015, a los 12 años, comenzó a entrenar este deporte con él. Al cabo de un mes, peleó su primera pelea y ganó, y a la edad de 16 años, había acumulado un récord de 28-12.
En diciembre de 2019, Mendoza compitió en el campeonato nacional juvenil de EE. UU. y ganó el título en su categoría de peso, lo que le valió un lugar en el equipo nacional juvenil. Se convirtió en la primera mujer de Idaho en lograr la hazaña. Se clasificó para el Campeonato Mundial Juvenil de 2020 en Polonia, pero no compitió porque los juegos fueron cancelados debido a la pandemia de COVID-19.
Mendoza quedó tercero en el Campeonato Nacional de Boxeo Elite de EE. UU. en 2021 y luego ganó el torneo en 2022. También compitió en un torneo de los Guantes de Oro en 2022 y ganó el evento en su cumpleaños, además de ser nombrada la mejor boxeadora de la competencia. En 2023 ganó medallas en tres eventos internacionales y participó en los Juegos Panamericanos. También fue nombrada miembro del Equipo Elite de Alto Rendimiento de USA Boxing.
Mendoza participó en el primer Torneo de Clasificación Olímpica de 2024 y fue derrotada por poco en el partido que la habría clasificado a los Juegos Olímpicos de París 2024. Luego compitió en el segundo Torneo de Clasificación Olímpica y ganó la final por decisión unánime, convirtiéndola en la octava y última persona en clasificarse en el equipo de boxeo de Estados Unidos. Al clasificarse, se convirtió en la primera boxeadora olímpica en la historia de su estado.
Ganó en su debut olímpico por decisión dividida (3-2) contra Mijgona Samadova de Tayikistán en octavos de final.